# 미야코 하루미
미야코 하루미(일본어: 都 はるみ, 1948년 2월 22일 ~ )는 일본의 엔카 가수이다. 본명은 기타무라 하루미(北村春美).

## 생애
1948년 일본 교토부 교토시에서 태어났다. 본명은 기타무라 하루미(北村春美)이다.
교토 시에 있는 라쿠요 종합 고등학교(洛陽総合高等学校)를 다니다가 가수가 되고싶다는 이유로 중퇴하였다. 1964년 《곤란해요 (困るのことヨ)》로 데뷔하였으며, 이후 같은 해 발표한 《앙코동백은 사랑의 꽃(アンコ椿は恋の花》이 히트하면서 스타 반열에 올랐다. 이후 수많은 히트곡을 발표하면서 일본 가요계를 대표하는 대 스타가 되었다. 1984년 '보통의 아줌마가 되고싶다.(普通のおばさんになりたい。)'는 말을 남기고 NHK 홍백가합전을 끝으로 은퇴하였으나, 1987년 음악 프로듀서로서 활동을 재개하였다. 이후 1989년 NHK 홍백가합전을 통해 가수로 복귀하였다.
이후 활발한 활동을 이어갔다. 2010년에는 자수 포장을 수상하였다. 2015년 11월 24일, 전국 투어 마지막 날 2016년 활동을 휴업한다고 발표하였다.  2016년 2월 18일 TBS 라디오 프로그램을 끝으로 언론에 등장하지 않고 사실상 은퇴하였다. 2021년 배우 야자키 시게루와 함께 동북 지방에서 호텔 생활을 하고 있는 것이 보도되었다.
독특한 꺾기 창법을 잘 구사하여 큰 인기를 얻었으며, 독특한 꺾기는 여러 연예인에 의해 성대모사의 소재가 되기도 한다. 그녀는 주로 애수(哀愁)가 담긴 곡들을 많이 노래했으며, 이외에도 고향인 교토를 소재로 한 노래들을 취입하기도 하였다. 또한 엔카 이외의 장르의 곡들도 자주 부르기도 한다. 1989년에는 일본에서 데뷔한 김연자의 곡을 프로듀싱 하는 등 후배 양성에 힘을 기울이기도 하였다.
레코드 회사는 콜롬비아 뮤직 엔터테인먼트. NHK 홍백가합전에는 1965년부터 1984년까지, 1989년부터 1997년까지 총 29회 출연했다. 

## 대표곡
- アンコ椿は恋の花 (앙코동백은 사랑의 꽃, 1964년)
- 涙の連絡船 (눈물의 연락선, 1965년)
- 好きになった人 (사랑한 사람, 1968년)
- はるみの三度笠 (하루미의 산도가사, 1969년)
- おんなの海峡 (여자의 해협, 1972년)
- 北の宿から (북쪽의 여관에서, 1975년) - 발표 후 1년이 지난 1976년 경부터 히트하였다.
- 雨やどり (아마야도리[1], 1977년)
- しあわせ岬 (행복의 곶, 1977년)
- 大阪しぐれ (오사카 가을비, 1980년)
- ふたりの大阪 (두 사람의 오사카, 1981년)
- 浪花恋しぐれ (나니와 사랑 가을비, 1983년) - 오카 치아키(岡千秋)와의 듀엣곡
- 夫婦坂 (부부 고개, 1984년)
- ふたりのラブソング (두 사람의 러브송, 1984년) - 이츠키 히로시(五木ひろし)와의 듀엣곡
- 千年の古都 (천년의 고도, 1990년)
- 小樽運河 (오타루 운하, 1990년)
- 古都逍遥 (고도 산책, 1994년)

이외 다수.

## 수상
- 1964년 《제6회 일본 레코드대상》 신인상.
- 1976년 《제18회 일본 레코드대상》 대상 (北の宿から).
- 1980년 《제22회 일본 레코드대상》 최우수 가창상.
- 2006년 《제24회 교토 부 문화상》 공로상.

## 기타
- 대한민국의 영화 《그때 그사람들》에서 김윤아(송금자 역)가 미야코 하루미의 노래를 부르는 장면이 있었다.[2]

## 인용 자료
1. ↑  비를 피하는 모습을 뜻한다.
2. ↑  "박 前 대통령은 엔카 안 좋아했다" 《헤럴드경제》2005년 1월 17일.